# Ніколіч Микола Миколайович
Ніколіч Микола Миколайович (28 липня 1871, Кубань, Російська імперія — ?) — генеральний хорунжий Армії Української Держави.

## Життєпис
За походженням — кубанський козак.
Закінчив Новоросійський університет (місто Одеса), Київське піхотне юнкерське училище (у 1895 році), вийшов хорунжим до 5-го Кубанського пластунського батальйону. У 1904—1905 роках брав участь у Російсько-японській війні. Закінчив Олександрівську військово-юридичну академію. З 4 травня 1907 року — помічник військового прокурора військово-окружного суду. З 6 грудня 1911 року — полковник. З 24 травня 1915 року — завідувач автомобільної частини штабу Південно-Західного фронту. З 1917 року — генерал-майор.
Наприкінці 1917 року керував автопанцерним відділом Військового міністерства Центральної Ради. З 27 червня 1918 року і до кінця грудня 1918 року — інспектор автомобільних частин Української Держави.
Подальша доля невідома.